# Diócesis de Manokwari-Sorong
La diócesis de Manokwari-Sorong (en latín: Dioecesis Manokvarien(sis) Sorongen(sis) y en indonesio: Keuskupan Manokwari–Sorong) es una circunscripción eclesiástica latina de la Iglesia católica en Indonesia, sufragánea de la arquidiócesis de Merauke. La diócesis tiene al obispo Datus Hilarion Lega como su ordinario desde el 30 de junio de 2003.

## Territorio y organización
La diócesis tiene 111 835 km² y extiende su jurisdicción sobre los fieles católicos de rito latino residentes en parte de la provincia de Papúa Occidental.
La sede de la diócesis se encuentra en la ciudad de Sorong, en donde se halla la Catedral de Cristo Rey. En Manokwari se encuentra la Concatedral de San Agustín.
En 2019 en la diócesis existían 24 parroquias.

## Historia
La prefectura apostólica de Manokwari fue erigida el 19 de diciembre de 1959 con la bula Cum in iis del papa Juan XXIII, obteniendo el territorio del vicariato apostólico de Hollandia (hoy diócesis de Jayapura).
El 15 de noviembre de 1966 la prefectura apostólica fue elevada a diócesis con la bula Pro suscepto del papa Pablo VI.
El 14 de mayo de 1974, en virtud del decreto Cum urbs de la Congregación para la Evangelización de los Pueblos, la catedral fue trasladada de la iglesia de San Agustín de Manokwari, que pasó a ser concatedral, a la iglesia de Cristo Rey en Sorong, y la diócesis tomó el nombre actual.

## Estadísticas
De acuerdo al Anuario Pontificio 2020 la diócesis tenía a fines de 2019 un total de 69 000 fieles bautizados.
| Año                                                                             | Población            | Población | Población      | Sacerdotes | Sacerdotes    | Sacerdotes    | Bautizados por sacerdote | Diáconos permanentes | Religiosos | Religiosos | Parroquias |
| Año                                                                             | Bautizados católicos | Total     | % de católicos | Total      | Clero secular | Clero regular | Bautizados por sacerdote | Diáconos permanentes | Varones    | Mujeres    | Parroquias |
| ------------------------------------------------------------------------------- | -------------------- | --------- | -------------- | ---------- | ------------- | ------------- | ------------------------ | -------------------- | ---------- | ---------- | ---------- |
| 1970                                                                            | 9146                 | 137 000   | 6.7            | 14         |               | 14            | 653                      |                      | 16         | 28         | 6          |
| 1980                                                                            | 16 915               | 210 000   | 8.1            | 14         | 1             | 13            | 1208                     |                      | 29         | 20         |            |
| 1990                                                                            | 29 676               | 341 739   | 8.7            | 19         | 5             | 14            | 1561                     | 7                    | 19         | 26         | 14         |
| 1997                                                                            | 39 332               | 448 365   | 8.8            | 19         | 4             | 15            | 2070                     | 7                    | 29         | 31         | 16         |
| 2000                                                                            | 47 197               | 526 630   | 9.0            | 20         | 5             | 15            | 2359                     | 6                    | 30         | 31         | 18         |
| 2001                                                                            | 52 276               | 543 554   | 9.6            | 24         | 8             | 16            | 2178                     | 6                    | 42         | 49         | 18         |
| 2002                                                                            | 54 567               | 556 583   | 9.8            | 25         | 9             | 16            | 2182                     | 6                    | 42         | 39         | 18         |
| 2007                                                                            | 64 489               | 651 958   | 9.9            | 45         | 22            | 23            | 1433                     | 5                    | 48         | 56         | 24         |
| 2016                                                                            | 66 700               | 668 000   | 10.0           | 45         | 22            | 23            | 1482                     | 5                    | 48         | 56         | 24         |
| 2019                                                                            | 69 000               | 691 100   | 10.0           | 45         | 22            | 23            | 1533                     | 5                    | 48         | 56         | 24         |
| Fuente: Catholic-Hierarchy, que a su vez toma los datos del Anuario Pontificio. |                      |           |                |            |               |               |                          |                      |            |            |            |

## Episcopologio
- Petrus Malachias van Diepen, O.S.A. † (12 de febrero de 1960-5 de mayo de 1988 retirado)
- Francis Xavier Sudartanta Hadisumarta, O.Carm. † (5 de mayo de 1988-30 de junio de 2003 renunció)
- Datus Hilarion Lega, desde el 30 de junio de 2003